# Najuha Tojodaová
Najuha Tojodaová (japonsky 豊田 奈夕葉, * 15. září 1986 Kamakura) je bývalá japonská fotbalistka.

## Reprezentační kariéra
Za japonskou reprezentaci v letech 2004 až 2010 odehrála 22 reprezentačních utkání. Byla členkou japonské reprezentace i na Mistrovství světa ve fotbale žen 2007.

## Statistiky
| Japonsko | Japonsko | Japonsko |
| Roky     | Záp.     | Góly     |
| -------- | -------- | -------- |
| 2004     | 1        | 0        |
| 2005     | 4        | 0        |
| 2006     | 0        | 0        |
| 2007     | 8        | 0        |
| 2008     | 4        | 0        |
| 2009     | 2        | 0        |
| 2010     | 3        | 0        |
| Celkem   | 22       | 0        |

## Úspěchy

### Reprezentační
- Mistrovství Asie:  2010